# Orlovo-Kubanski
Orlovo-Kubanski (del ruso: Орлово-Кубанский) es un posiólok del raión de Staromínskaya del krai de Krasnodar, en Rusia. Está situado junto a la frontera septentrional del krai, más allá de cual se halla el óblast de Rostov, 20 km al nordeste de Staromínskaya y 182 km al norte de Krasnodar, la capital del krai. Tenía 245 habitantes en 2010.
Pertenece al municipio Kanelovskoye.

## Historia
Fue fundado el 31 de mayo de 1972.

## Transporte
Cuenta con una estación en la línea de ferrocarril entre Starominskaya y Bataisk.